# Bogowie
 (décembre 2020).
Si vous disposez d'ouvrages ou d'articles de référence ou si vous connaissez des sites web de qualité traitant du thème abordé ici, merci de compléter l'article en donnant les références utiles à sa vérifiabilité et en les liant à la section « Notes et références ».
Pour plus de détails, voir Fiche technique et Distribution.
Bogowie est un film biographique dramatique polonais réalisé par Łukasz Palkowski et sorti en 2014.

## Fiche technique
- Titre : Bogowie
- Réalisation : Łukasz Palkowski
- Scénario : Krzysztof Rak
- Montage : Jarosław Barzan
- Costumes : Ewa Gronowska
- Musique : Bartosz Chajdecki
- Production :
- Photographie : Piotr Sobociński jr
- Décors : Wojciech Żogała
- Pays d’origine :  Pologne
- Langue : Polonais
- Format :
- Genre : biographie, drame
- Durée : 112 minutes
- Dates de sortie :
- Pologne : 10 octobre 2014

## Distribution
- Tomasz Kot – Zbigniew Religa
- Piotr Głowacki – Marian Zembala
- Szymon Piotr Warszawski – Andrzej Bochenek
- Magdalena Czerwińska – Anna Religa
- Rafał Zawierucha – Romuald Cichoń
- Marta Ścisłowicz
- Karolina Piechota
- Wojciech Solarz
- Arkadiusz Janiczek
- Cezary Kosiński
- Konrad Bugaj
- Magdalena Kaczmarek
- Magdalena Wróbel
- Milena Suszyńska
- Jan Englert – professeur Wacław Sitkowski
- Władysław Kowalski – Jan Moll
- Zbigniew Zamachowski – Stanisław Pasyk
- Marian Opania – Jan Nielubowicz
- Małgorzata Łata
- Kinga Preis
- Ryszard Kotys
- Włodzimierz Adamski
- Marian Zembala
- Andrzej Bochenek
- David L. Price
- Magdalena Lamparska
- Franciszek Wiszniewski

## Distinctions
- Polskie Nagrody Filmowe en 2014
  - Aigle du meilleur film
  - Aigle du meilleur acteur - Tomasz Kot
  - Aigle du meilleur acteur dans un second rôle - Piotr Głowacki
  - Aigle du meilleur réalisateur - Łukasz Palkowski
  - Aigle du meilleur scénario - Krzysztof Rak
  - Aigle de la meilleure photographie - Piotr Sobociński Jr.
- Festival du film polonais de Gdynia en 2014
  - Lion d'or